# Стрелков, Олег Евгеньевич
Олег Евгеньевич Стрелков (род. 7 октября 1963 года) — советский и украинский пловец в ластах.

## Карьера
С детства занимался классическим плаванием. С 1975 года занимался подводным спортом в специализированной детско-юношеской школе республиканского морского клуба ДОСААФ УССР у Г. Н. Успенского.
Шестикратный чемпион мира. Многократный призёр чемпионатов мира.
Женился на Светлане Успенской, дочери своего тренера.